# Plac Młodzieżowy we Wrocławiu

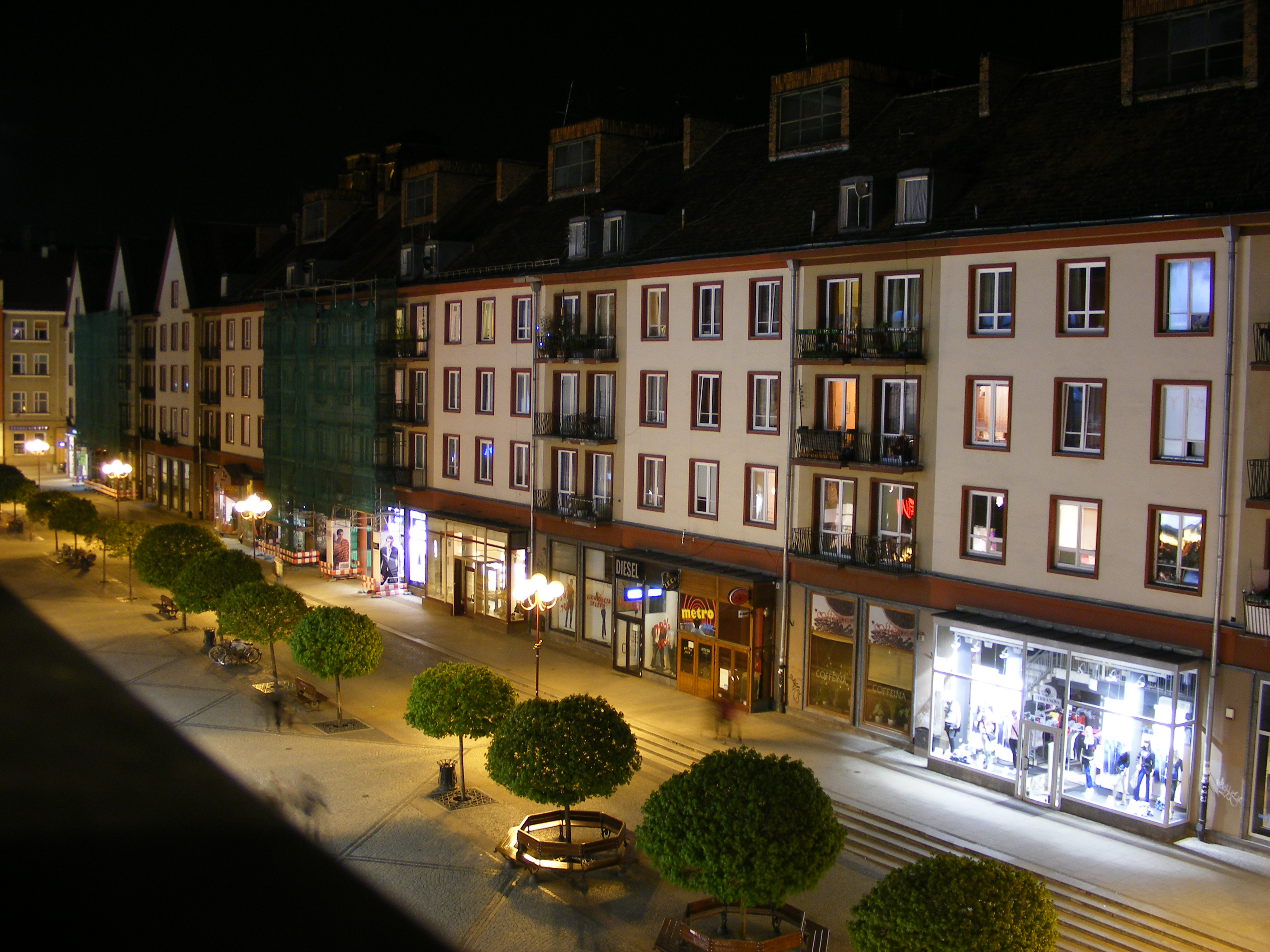
Ul. Świdnicka i pierzeja wschodnia

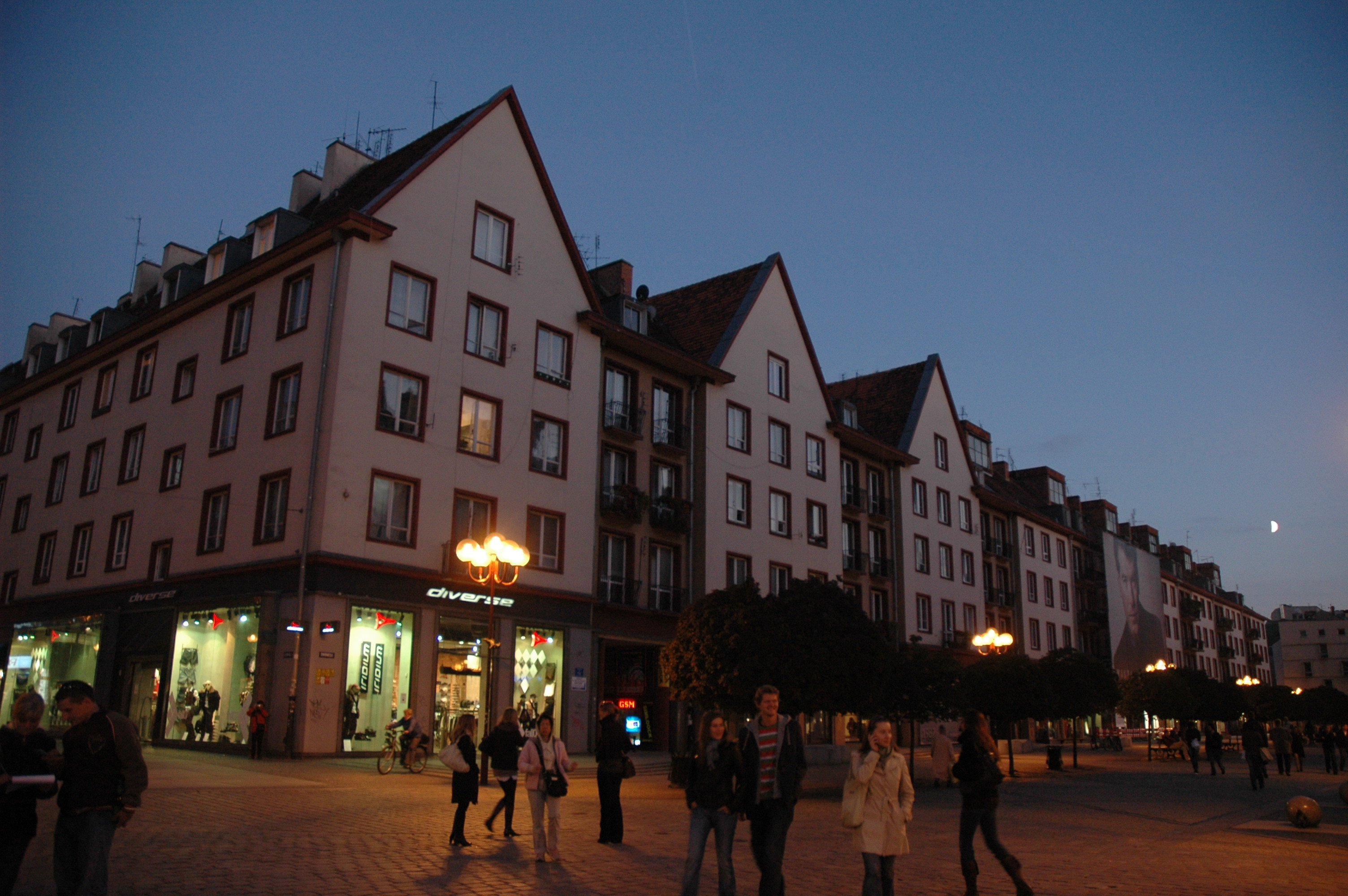
ul. Oławska 1, w prawo ul. Świdnicka 2 i kolejne numery parzyste

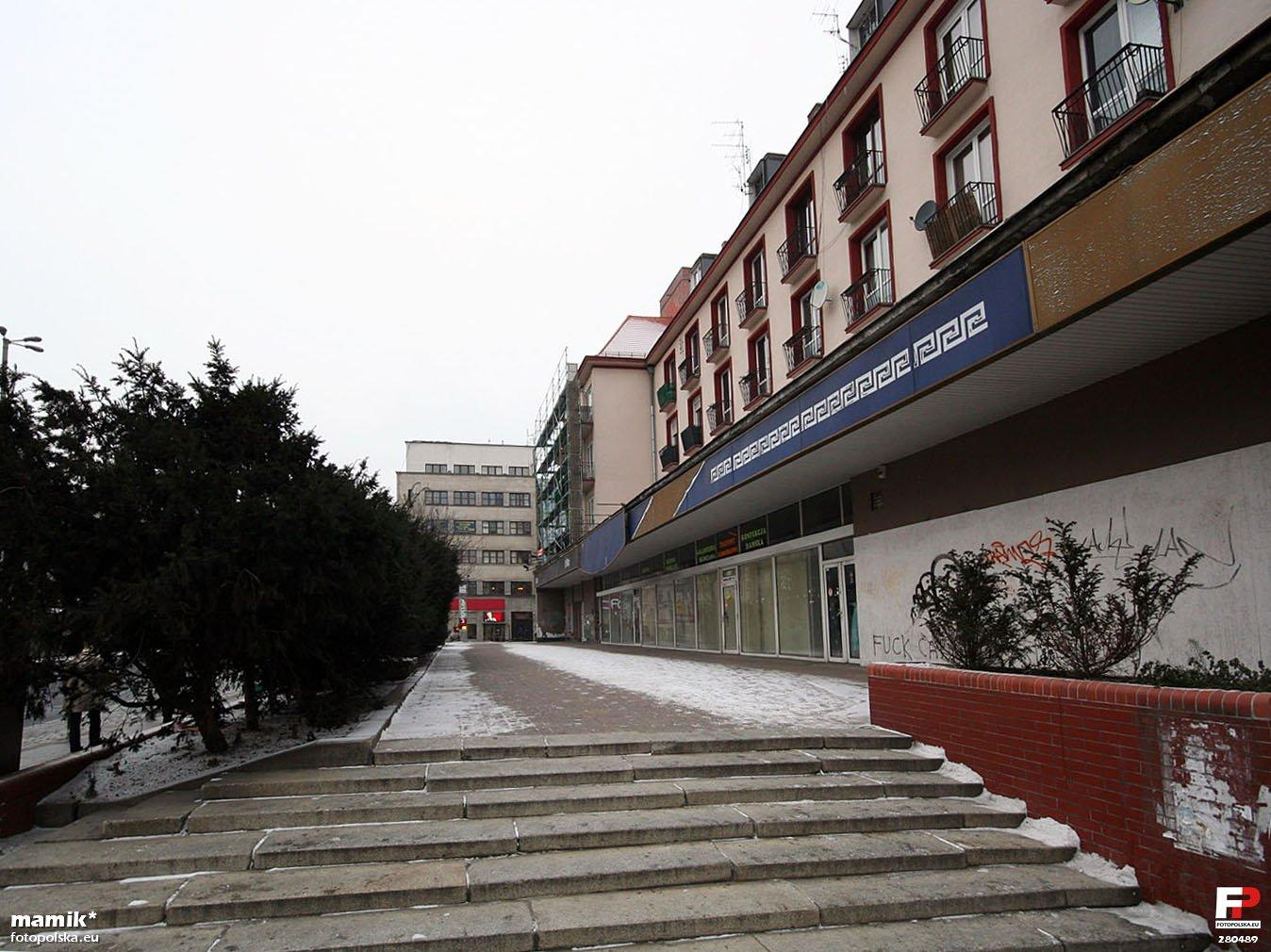
Teren przed południowym skrzydłem przed przebudową, po prawej ul. Szewska 80, 81, na końcu ul. Świdnicka 8c

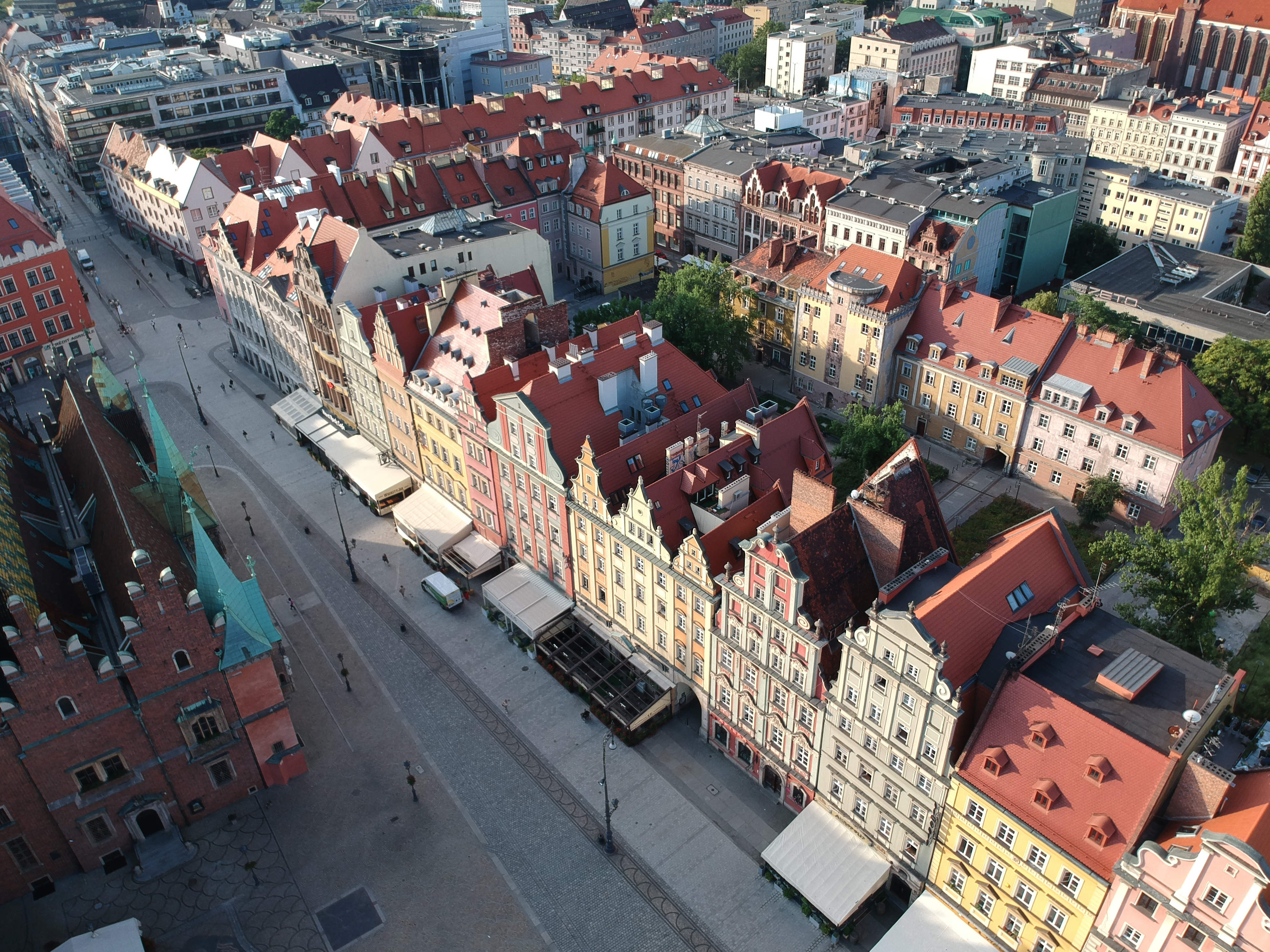
Południowa strona Rynku, w lewej górnej części zdjęcia zespół zabudowy mieszkalno-usługowej

Plac Młodzieżowy – dawny plac położony we Wrocławiu na Starym Mieście przy wlocie ulicy Świdnickiej i Oławskiej do Rynku, w kwartale ulic: ulica Kazimierza Wielkiego, ulica Oławska, ulica Szewska i ulica Świdnicka, w ramach osiedla Stare Miasto. Nawa używana była w latach 1954–1956 w odniesieniu do placu, który powstał po odgruzowaniu tego terenu. Rozważano pozostawienie tego terenu bez zabudowy jako placu, co miało stać się polskim wkładem w urbanistykę Starego Miasta. Stanowiłby on trzeci plac przyrynkowy, łączący się z Rynkiem narożnikowo. Ostatecznie jednak podjęto decyzję o jego zabudowie. Stał się wówczas miejscem prowadzenia inwestycji, w wyniku której powstał zespół zabudowy mieszkalno-usługowej. Po jej zakończeniu jednak nazwa ta przestała być używana, a sam plac jako wyodrębniony obiekt z własną nazwą nie istnieje. Co prawda dzięki odsunięciu budynków od dawnej linii zabudowy powstał tu wydłużony plac między zachodnią i wschodnią pierzeją ulicy, do którego w trakcie budowy odnoszono wymienioną nazwę, jednak ostatecznie nie uzyskał on odrębnej tożsamości i dziś stanowi początkowy odcinek poszerzonej ulicy Świdnickiej. Styl powstałej wówczas na miejscu placu zabudowy określa się jako modernizm, choć niektórzy autorzy sytuują ją między socrealizmem a modernizmem. Wskazuje się, że na jej kształt decydujący wpływ miało położenie miejsca w ścisłym centrum z narożnikowym stykiem do Rynku. Ocenia się, że zabudowa ta jest neutralna stylowo i jako taka dobrze wpisuje się w historyczne otoczenie kreując harmonijny zespół przestrzenny. Zabudowa Placu Młodzieżowego została ujęta na liście dóbr kultury współczesnej.

## Położenie i otoczenie
Teren dawnego Placu Młodzieżowego położony jest we Wrocławiu w obrębie Starego Miasta, osiedla Stare Miasto, w dzielnicy urbanistycznej Śródmieście w ramach wielofunkcyjnego centrum miasta. Współcześnie otaczają go następujące ulice: Świdnicka od zachodu, Oławska od północy, Szewska od wschodu oraz Kazimierza Wielkiego od południa. Obszar ten przylega w północno-zachodnim narożniku do Rynku, z którym powiązane są w tym miejscu ulice: Świdnica i Oławska. Ulica Świdnicka, Oławska, Kazimierza Wielkiego oraz Rynek określane są jako rdzeń ogólnomiejski w ramach przestrzeni publicznych oraz w otoczeniu omawianej zabudowy jako ulice handlowe. Obecnie ulice te oraz wspomniany Rynek pełnią funkcję deptaków. Ulica Szewska na odcinku od ulicy Kamieniarza Wielkiego do ulicy Ofiar Oświęcimskich dopuszczony jednokierunkowy ruch kołowy, a na odcinku od ulicy Ofiar Oświęcimskich do ulicy Oławskiej ruch ten jest ograniczony. Natomiast ulica Kazimierza Wielkiego stanowi szeroką arterię z wydzielonym torowiskiem tramwajowym stanowiąc część tzw. Trasy W-Z. Pojedyncze torowisko tramwajowe znajduje się także w ulicy Szewskiej. Obie ulice wskazywane są jako główne korytarze tramwajowe. Drogi wokół oraz w obrębie zabudowy objęte są strefami ograniczenia prędkości, częściowo do 20 km/h, a w pozostałej części do 30 km/h z wyłączeniem ulicy Kazimierza Wielkiego. Przy południowo-zachodnim narożniku terenu w ciągu ulicy Świdnickiej znajduje się podziemne przejście dla pieszych pod ulicą Kazimierza Wielkiego, tzw. Przejście Świdnickie, a także po przebudowie Przejście Dialogu, choć współcześnie zbudowano tu także naziemne przejście dla pieszych sterowane sygnalizacją świetlną   . Wokół opisanego obszaru znajduje się zabudowa Starego Miast obejmująca zarówno budynki zabytkowe, jak i późniejsze realizacje uzupełniające powstałe na wolnych terenach, jakie pozyskano po odgruzowane zniszczonej w czasie II wojny światowej zabudowy. Są to przede wszystkim realizacje z okresu PRL, ale nie tylko, bowiem znalazło się tu także miejsce na realizację kilku inwestycji z okresu po przemianach ustrojowych w Polsce. Zabudowa ta jest zaliczana do niskiej i średniowysokiej. Jest to obszar gęsto wypełniony tkanką miejską z dużą intensywnością wykorzystania terenu, przemieszaniem funkcji mieszkalnej z funkcją handlowo-usługową, w tym z usługami o charakterze wielkomiejskim oraz atrakcjami turystycznymi, o gęstej sieci ulicznej, gęstym układzie linii komunikacji zbiorowej w ramach transportu publicznego  i dużej gęstości zaludnienia. Omawiany teren objęty jest rejonem statystycznym nr 933130, w ramach którego zameldowanych jest 549 osób, a gęstość zaludnienia wynosi 6910 os./km² (według stanu na dzień 31.12.2021 r.). Układ zabudowy charakteryzuje się liniowym, kwartałowym układem, rozmieszczonych w blokach urbanistycznych z reprezentacyjną funkcją zwróconą na zewnątrz i usługową do wewnątrz bloku, przy czym blok urbanistyczny, na którym znajduje się omawiana zabudowa, ma powierzchnię około 0,77 ha. Układ ten ponadto cechuje regularna siatka ulic i placów. Oprócz budynków mieszkalnych i mieszkalno-usługowych znajdują się także budynki handlowe, biurowe oraz budynek z parkingiem wielopoziomowym o nazwie Szewska Centrum .

## Zakres pojęciowy
Pojęcie, nazwa – Plac Młodzieżowy – stosowane było w różnych okresach oraz w różnych opracowaniach, w odniesieniu do nieco innego zakresu obiektów:
- jako plac ograniczony wyżej opisanymi ulicami – przed powstaniem opisywanej tu zabudowy[25][43][44] [45][46]
- jako plac, ale tylko w zakresie poszerzonej ulicy Świdnickiej, tj. pomiędzy nową zabudową pierzei wschodniej (opisywany tu zespół zabudowy), a istniejącą zabudową pierzei zachodniej – stosowano w trakcie realizacji budowy; tak rozumiane pojęcia dziś praktycznie nie jest spotykane, bowiem nazwa ta nie została oficjalnie przyjęta i wyszła dla tego zakresu z obiegu[1][18][47] , a także
- jako zespół zabudowy – stosowane także współcześnie w części publikacji[10][48] [49].

## Historia
Przed II wojną światową teren ten zabudowany był gęstą zabudową pierzejową. Przecięty był ówcześnie dwoma ulicami: nieistniejącym współcześnie odcinkiem ulicy Ofiar Oświęcimskich (Junkernstraße) oraz niezachowanymi Marstallgaße i Zaułkiem Pokutniczym (Altbüßerohle), a od południa ograniczony niesiniejącą dziś ulicą Słodową (Hummerei). Warto także nadmienić, że ulice Oławska (Ohlauer Straße) i Świdnicka (Schweidnitzer Straße) były jednymi z najstarszych ulic Wrocławia i stanowiły jego główne arterie komunikacyjne. We wczesnym etapie rozwoju zabudowy w tym rejonie reprezentacyjna zabudowa była realizowana właśnie wzdłuż tych ulic, a budynki przy ulicy Szewskiej (Schuhbrücke) były tylko dla niej oficynami. Możni mieszczanie mieli również z czasem swoje siedziby wzdłuż dzisiejszej ulicy Ofiar Oświęcimskich, a ówcześnie odrębnej ulicy łączącej ulicą Świdnicką z ulicą Łaciarską (Altbüßerstraße). Od 1824 roku ulica stanowiła jedną całość.
W wyniku działań wojennych prowadzonych podczas oblężenia Wrocławia z 1945 r. w mieście doszło do bardzo dużych zniszczeń. Dotyczy to także ulic i zabudowy w rejonie tego placu. W szczególności ulica Świdnicka została zniszczona w około 90%. Część zabudowy nadawała się do remontu i użytkowania, część odbudowano, ale powstały w tej okolicy wolne tereny po usunięciu gruzów pochodzących z zastanych ruin. Taka sytuacja miała miejsce w obszarze otoczonym ulicami: Świdnicką, Oławską, Szewską i Słodową.
Początkowo, po II wojnie światowej, po zakończeniu odgruzowywania z ruin, teren ten pozostawał więc wolną przestrzenią stanowiącą plac. Był on wykorzystywany do różnych celów oraz otrzymał nazwę placu Młodzieżowego. Tutaj między innymi zlokalizowany został najokazalszy fragment ekspozycji śródmiejskiej zorganizowanej w ramach tak zwanej Wystawy Ziem Odzyskanych, między innymi z wystawą pod tytułem „Wrocław – twoje miasto”, a także w jej ramach w rejonie skrzyżowania ulicy Świdnickiej oraz Słodowej ustawione było stoisko Centrali Sprzętu Budownictwa zaprojektowane przez Spółdzielnię Pracy Studentów Architektury ARKADY. Z kolei w 1948 r. był miejscem innej ekspozycji obejmującej wielkoformatowe infografiki z prezentacjami planów odbudowy miasta. Organizowano na nim także inne wystawy plenerowe, wiece oraz ustawiano na nim trybunę honorową podczas pochodów pierwszomajowych. Plac ten do połowy lat 50. XX wieku uznawano za miejsce szczególne, między innymi ze względu na bliskość Rynku oraz wspomniane wyżej wydarzenia organizowane na jego terenie. Prowadzona była wówczas debata dotycząca ingerencji w układ urbanistyczny i wniesienie polskiego wkładu poprzez wykreowanie trzeciego placu narożnikowego połączonego z Rynkiem. Zwyciężyła jednak inna koncepcja, określana w niektórych publikacjach jako odważna, aby powstała w tym miejscu pizzeta. Zrezygnowano przy tym z rekonstrukcji substancji zabytkowej. Zdecydowano się także na wyznaczenie przesuniętej względem pierwotnej zabudowy nowej linii zabudowy, poszerzając ulicę Świdnicką i kreując tym samym wydłużony plac od ulicy Oławskiej do ulicy Słodowej (dzisiejszej ulicy Kazimierza Wielkiego). Poszerzenie to wynosiło 20 m.
Projekt zabudowy tego terenu powierzono grupie młodych architektów ocenianych jako awangardowych. W skład tej grupy wchodzili : Włodzimierz Czerechowski  (Włodzimierz Czerechowski-Bronica), Ryszard Jędrak , Ryszard Natusiewicz  oraz Anna i Jerzy Tarnawscy . Część publikacji wymienia także Konrada Dybę i Kazimierza Ciechanowskiego. Koncepcja zabudowy powstała w 1954 roku , a projekt powstawał w latach 1954–1955. Czas ten określa się jako przeddzień odrzucenia socrealizmu. Jeżeli zaś chodzi o realizację inwestycji to spotkać można w publikacjach rozbieżne daty lub zakres lat, niewątpliwie w niektórych przypadkach obejmujące także okres projektowania. I tak podaje się, że budynki powstały: lata 1954–1956, lata 1955–1956 , w 1956 r., w 1957 r., 1954–1960, prowadzenie robót budowlanych lata 1955–1960. Zlikwidowano wówczas linię tramwajową biegnącą w ulicy Świdnickiej na odcinku od Rynku do placu Teatralnego. W kolejnych latach po zakończeniu budowy rozgorzała także już wówczas dyskusja nad zakazem ruchu kołowego na ulicy Świdnickiej, przynajmniej w niektórych godzinach.
Po zakończeniu inwestycji nazwa placu, zarówno w szerokim znaczeniu kwartału pomiędzy ulicami zajętego nową zabudową, jak i w wąskim zakresie poszerzonej ulicy Świdnickiej stosowanym podczas budowy, przestała być używana. Współcześnie jest ona najczęściej utożsamiana z powstałą wówczas zabudową. Sam północy odcinek ulicy Świdnickiej, tworzący wydłużony plac, nie uzyskał odrębnej tożsamości .
Na południe od omawianej zabudowy w latach 70. XX wieku (do 1976 r.) została zbudowana tzw. Trasa W-Z, która wchłonęła sieć dawnych uliczek, w tym ulicę Słodową. Powstała dwujezdniowa, wielopasmowa arteria z wydzielonym torowiskiem tramwajowym, przystankami po południowej stronie budynków i przejściem podziemnym z wejściami na perony w ciągu ulicy Świdnickiej – Przejście Świdnickie .
W latach 80. XX wieku między innymi na odcinku ulicy Świdnickiej odbywały się happeningi organizowane przez Pomarańczową Alternatywę. Jednym z takich wydarzeń był happening „Krasnale” lub „Krasnale PRL-u”. Miał on miejsce 1.06.1987 r. Inne przykłady to odbywające się 1. i 15.10.1987 r. akcje pod tytułem „Kto się boi papieru toaletowego?”, w czasie których rozdawano kawałki deficytowego ówcześnie papieru toaletowego. Inne przykłady to happening „Domek na Świdnickiej” z 21.10.1988 r. i później „Druga Edycja Domku na Świdnickiej”, a w lutym 1989 r. odbył się karnawał, tym razem nazwany „Śledzikiem na Świdnickiej”. Takich zorganizowanych działań było więcej, w wymienione są tylko przykładami odbywających się w tym miejscu akcji . W 2001 r. na ulicy Świdnickiej pomiędzy południowo-zachodnim narożnikiem zabudowy a Przejściem Świdnickim ustawiono pomnik Pomarańczowej Alternatywy w postaci krasnala, nazwanego „Papa Krasnal”, upamiętniający miejsce większości happeningów. Następnie powstawały kolejne figury w ramach wrocławskich krasnali, które montowane były w różnych miejscach miasta, w tym także w obszarze placu i zabudowy, jak np. „Capgeminiusz Programista”, „Vincent”, czy „Kantorki”.
Współcześnie dopuszcza się wykorzystanie terenu poszerzonej ulicy Świdnickiej między innymi na lokalizację letnich ogródków przy lokalach gastronomicznych. W lokalu przy ulicy Świdnickiej 2-4 mieście się Galeria Dizajn działająca w ramach BWA Wrocław Galerie Sztuki Współczesnej . Natomiast przy ulicy Oławskiej 1 otwarto kawiarnię sieci Starbucks.

## Zabudowa i architektura
W wyniku zabudowy placu powstał tu zespół zabudowy mieszkalno-usługowej. Styl budynków tworzących wspominany zespół określa się jako modernizm, choć inwestycja prowadzona była w okresie przechodzenia w architekturze od socrealizmu do modernizmu i niektórzy autorzy sytuują ją między socrealizmem a modernizmem . Mówi się o tym, iż architektura ta przy równoczesnym dążeniu do harmonii z otoczeniem, jednocześnie wskazuje na chęć odejścia jej autorów zarówno od dawnej ikonografii historycznej dominującej przy odtwarzaniu zabudowy pobliskiego Rynku, jak i od ówczesnego kierunku socrealistycznego. Innym określeniem tej architektury jest stwierdzenie, iż jest to przykład modernizacji socrealizmu i zapowiedź nadchodzących zmian .
Autorzy publikacji zgodnie wskazują, iż projektanci, którzy otrzymali zadanie zagospodarowania tej przestrzeni, stanęli przed dość trudnym zadaniem. Bardzo pozytywnie ocena się zarówno odsunięcie linii zabudowy powodujące kreację wydłużonego placu, zapewniającego pieszą komunikację i dodatkową perspektywę z punktu widzenia lokali handlowo-usługowych położonych na parterach budynków, jak i ukształtowanie brył budynków z podziałem na część przyrynkową, z analogią do formowania stykających się narożnikowo wnętrz, tworząc od Rynku do ulicy Ofiar Oświęcimskich zespół nawiązujący do form historycznych, z prostopadłymi do ulicy kalenicami (szczytami) nadając charakter kamieniczek oraz na część od ulicy Ofiar Oświęcimskich do ulicy Kazimierza Wielkiego z kalenicą dachu równoległą do ulicy, zwieńczoną latarniami klatek schodowych w formie już jednoznacznie modernistycznej. Wśród cech wyróżniających obiekt wymienia się staranność estetyczną, charakterystyczną dla tego okresu, oraz wyważoną odmienność, która pozwoliła stworzyć w tym fragmencie miasta harmonijny zespół przestrzenny. Całość oceniania jest jako neutralną stylowo, dzięki między innymi uproszczonym formą detalu różnicą ten obiekt od architektury historycznych domów mieszczańskich oraz udanie nawiązującą do historycznego otoczenia. Wskazuje się, że dzisiejsza perspektywa po wielu latach od powstania zabudowy pozwala uznać, że projektantom udało się stworzyć oprawę godną ważnej ulicy położonej w ścisłym centrum miasta, która w pełni i harmonijnie integruje się z otoczeniem.